# 赵沨
赵沨（1916年11月29日—2001年9月1日），男，原籍河南项城，生于开封，中国当代音乐理论家、音乐教育家、社会活动家、中華人民共和國专业音乐教育事业的开拓者。

## 生平
出生于河南开封。喜爱音乐入河南建华艺术学校音乐系学习，因参加学潮于1930年被迫辍学，辗转于北平和哈尔滨学习俄文和声乐，先后担任中学国文和音乐教员，《河南晚报》副刊特约记者，中央电影摄影场配乐员。
抗日战争爆发后，1938年随中央电影摄影场迁重庆，担任中央电影摄影场新闻组代组长，负责拍摄《战地简报》、《保卫大武汉》等，同时担任中学音乐教师，发动社会群众性抗日歌咏活动。在国统区首演《黄河大合唱》并担任《黄河颂》的独唱演员。1939年底，与李凌、沙梅、林路等一批进步音乐工作者在重庆组成“新音乐社”，与李凌主编《新音乐月刊》，开展抗日救亡歌咏运动，译配了《喀秋莎》等苏联歌曲数十首。皖南事变后，在周恩来亲自安排下，受中共南方局派遣，与四川、云南一些地下党员与左派文化人士疏散赴缅甸开展华侨青年工作，参与组建缅甸华侨战工队。1941年在仰光加入中国共产党旅缅侨党。1942年太平洋战争爆发后，回昆明在云南大学附中任国文、音乐教员。1953年经党组织批准，经李公朴介绍参加民盟成为第一批个人盟员，1945年任民盟云南省支部组织委员兼秘书长。李公朴、闻一多被暗杀后，1946年赴香港与李凌一起创办了香港中华音乐院任副院长兼广东省立艺术专科学校音乐系声乐教授。1947年赴新加坡创办中华艺术专科学校。1949年1月奉命回香港，在中共香港分局统战部负责交通工作，组织护送李济深、沈钧儒等民主人士，郭沫若等文化界人士及大批在港与华侨青年进入解放区。1949年5月作为华南青年代表团团长率团赴北平，出席中华全国青年代表大会，当选中华全国民主青年联合会委员。1949年7月当选中国文联全国委员、中国音乐家协会党组成员兼秘书长。
中华人民共和国成立后，1949年11月任政务院文化教育委员会计划委员。1950年兼任中央文化部对外文化联络事务局党组负责人、全国职工扫盲委员会副主任、音乐名词统一委员会主任。1951年任中共中央宣传部科学卫生处处长。1952年任中央人民政府文化部党组秘书、办公厅主任兼计划财务司司长，主管艺术教育工作，兼任音乐出版社首任董事长兼社长。955年中国第一次派中国艺术团出访法国、英国、意大利、荷兰等国，担任副团长兼艺术指导。1956年率中国艺术团出访拉丁美洲，任副团长兼艺术指导。回国后任文化部艺术局局长兼对外联络司司长。1956年12月任中央音乐学院党委第二书记，1957年5月兼任副院长主持全院工作。后历任院长、名誉院长。1963年受周恩来之命兼任中央歌剧舞剧院院长，组织排练演出舞剧《红色娘子军》、《纺织女工》，歌剧《阿依古丽》、《南海长城》。
文革开始后，红卫兵运动进入高潮，赵沨被押解在公开大会上被批斗，并遭殴打。1975年10月恢复工作。
1980年作为国务院学位委员会学科评议组召集人，主持拟定了国家学位目录中的艺术学科目录，为音乐学科争得了硕士、博士学位授予权。1990年任国家教委艺术教育委员会主任。长期担任《人民音乐》、《音乐研究》等刊物主编。
1964年当选为第三届全国人大代表。1978年至1993年任全国政协第五、第六、第七届委员。

## 社会兼职
曾任教育部艺术教育委员会主任，国务院学位委员会学科审议委员会艺术学学科评议组召集人，中国音乐家协会副主席，国际音理会世界音乐史亚洲地区协调员，亚太民族音乐学会首任会长、荣誉会长，厦门大学艺术教育学院名誉院长，中国关心下一代工作委员会老艺术家委员会主任，中国传统音乐学会会长，中国音乐史学会会长，中国音乐家协会考级委员会主任，中央音乐学院校外音乐水平考级委员会主任，《音乐研究》（季刊）、《人民音乐》（月刊）主编，第三届全国人民代表大会代表，第五、六、七届全国政协委员。

## 著作和译作
主要著作和译作有：《诗经的音乐及其他》、《贝多芬和他的九个交响乐》、《音乐与音乐家》、《赵沨文集》、《赵沨文集之二——序言集》、《和声学初步》、《赋格初步》、《和声的进行》、《曲调与对位》等；译配的苏联歌曲有：《夜莺曲》、《喀秋莎》、《共青团员之歌》等；译配的艺术歌曲有：《幻影》、《月光》、《我热烈的爱着你》等数十首；主编有联合国教科文组织国际音乐理事会项目《音乐宇宙——一部历史》中国副卷之一《中国乐器》、中国副卷之二《云南——乐器王国》、中国副卷之三《世界屋脊的音乐》。
曾先后参加或率领代表团出访20多个国家，为国际文化交流作出了积极贡献。

## 延伸阅读
[在维基数据编辑]